# Kleingebiet Békéscsaba
Das Kleingebiet Békéscsaba (ungarisch Békéscsabai kistérség) war bis Ende 2012 eine ungarische Verwaltungseinheit (LAU 1) im Zentrum des Komitats Békés in der Südlichen Großen Tiefebene.
Das Kleingebiet hatte 71.903 Einwohner (Stand Ende 2012) auf einer Fläche von 450,73 km² und umfasste sechs Gemeinden.
Die Verwaltung des Kleingebietes befand sich in der Stadt Békéscsaba.

## Städte
- Békéscsaba (61.046 Ew.)
- Újkígyós (5.226 Ew.)

## Gemeinden
- Csabaszabadi
- Kétsoprony
- Szabadkígyós
- Telekgerendás

## Weblink
- Offizielle Website

Koordinaten: 46° 39′ N, 21° 1′ O